# Abronia ornelasi
Abronia ornelasi là một loài thằn lằn trong họ Anguidae. Loài này được Campbell mô tả khoa học đầu tiên năm 1984.